# Robert Herzog
Robert Herzog (ur. 17 lutego 1823 w Budzowie, zm. 26 grudnia 1886 we Wrocławiu) – duchowny rzymskokatolicki, biskup diecezjalny wrocławski w latach 1882–1886.

## Życiorys
Urodził się jako najstarszy syn rolnika Josefa Herzoga i jego żony Barbary Herold. W 1844 zdał maturę w gimnazjum w Kłodzku. Trzy lata później ukończył teologię na Uniwersytecie Wrocławskim. W 1848 przyjął święcenia kapłańskie.
Został wówczas wikariuszem i nauczycielem religii w Brzegu. W październiku 1850 został przeniesiony do Berlina jako wikariusz, a następnie kuratus parafii św. Jadwigi. W 1857 został początkowo kuratusem, a potem administratorem parafii św. Wojciecha we Wrocławiu. W 1862 mianowano go administratorem, a rok później proboszczem, dziekanem i inspektorem szkolnym w Brzegu. W 1870 na mocy królewskiego prawa prezenty powrócił do parafii św. Jadwigi w Berlinie, pełniąc równocześnie obowiązki delegata biskupiego wrocławskiego na Brandenburgię i Pomorze. Wówczas otrzymał także we Wrocławiu godność honorowego kanonika.
Na życzenie władz pruskich papież Leon XIII mianował go w 1882 biskupem diecezjalnym diecezji wrocławskiej. Jako biskup Herzog usunął proboszczów państwowych, którzy w czasie kulturkampfu bez zgody biskupa objęli swoje stanowiska. Niechętny wobec aspiracji polskich, był jednak za nauką religii w języku ojczystym.